# Memnoch le démon
Memnoch le démon (titre original : Memnoch the Devil), cinquième volet des Chroniques des vampires paru en 1995, raconte la rencontre entre le vampire rebelle Lestat et le diable. Ce scénario s'inspire largement du Faust de Goethe.

## Résumé
Ce roman, cinquième tome de la série des Chroniques des vampires, suit le vampire Lestat de Lioncourt. Dans le roman, Lestat est contacté par Mémnoch, un être qui se présente comme celui qu'on appel satan, un ange déchu. Mémnoch invite Lestat à un voyage spirituel et métaphysique à travers les dimensions du ciel et de l’enfer, lui révélant des visions et des interprétations alternatives de la création, de Jesus, du paradis et de l’enfer. Lestat rencontre dieu ce qui pousse le personnage à remettre en question ses croyances et sa nature.